# Pantha (DC Comics)
Pour les articles homonymes, voir Pantha.
Pantha est un personnage de fiction, une super-héroïne appartenant à l'univers de DC Comics. Créée par le scénariste Marv Wolfman et le dessinateur Tom Grummett, elle apparaît pour la première fois dans le comic book New Titans #73 en février 1991. Cette femme-chat est connue pour avoir été membre des Teen Titans. En 2006, le personnage est adapté à la télévision dans la série animée Teen Titans : Les Jeunes Titans.
Dans les comics, Pantha est une humaine qui a subi des manipulations génétiques de la société Wildebeest. Pendant longtemps, elle ignore tout de son passé. Elle devient membre des Teen Titans et espère en apprendre plus. La super-héroïne fonde une famille avec son coéquipier Red Star et ils adoptent Baby Wildebeest. Elle trouve la mort lors d'un conflit contre Superboy-Prime.

## Biographie du personnage

L'ADN de Rosabelle Mendez est mixé avec celui d'une panthère. Elle prend le nom de code Pantha.

Rosabelle Mendez était étudiante dans une université de New York. La jeune femme est enlevée et vendue à la société Wildebeest où elle subit diverses expérimentations génétiques et devient le sujet X-24, un hybride entre l'être humain et un félin. Elle parvient à s'échapper de la société. Ayant oublié son passé, elle cherche à plusieurs reprises à en apprendre plus. Adoptant le surnom de Pantha, elle jure de se venger de la société Wildebeest.
Pantha rencontre une équipe de héros menée par le mercenaire Deathstroke. Ils souhaitent libérer des Teen Titans qui ont été faits prisonniers par la société Wildebeest. La jeune femme se joint à eux, par la suite elle devient membre de Teen Titans,. Elle a de nombreuses aventures avec l'équipe et finit par en apprendre plus sur son passé. À son grand dam, Baby Wildebeest, la dernière expérience génétique de la société Wildebeest que les Teen Titans ont récupéré, la considère comme sa mère. Au début cela lui déplait énormément puis elle finit par s'adoucir et l'adopter,. Le super-héros russe Red Star devient son compagnon. Tous les trois, ils passent réservistes des Teen Titans et l'atypique famille part vivre en Russie.
Ils reviennent aider les Teen Titans à lutter contre Superboy-Prime. Ce dernier décapite Pantha durant le combat puis tue Baby Wildebeest. Accablé de chagrin et gravement blessé, Red Star survit,. Durant les événements de Blackest Night, les corps de Pantha et Baby Wildebeest sont réanimés et contrôlés pour faire partie des Black Lanterns. Ils attaquent leurs anciens équipiers des Teen Titans dont Red Star. C'est une macabre réunion de famille pour le héros russe. L'héroïne Dawn Granger parvient à couper le lien des ressuscités avec l'anneau noir et leurs corps se désagrègent,.

## Pouvoirs et capacités
Pantha possède une physiologie qui est un mixage entre l'être humain et la panthère. Sa force, son agilité et sa vitesse sont surhumaines. Sa capacité de guérison est accrue par rapport à un humain. Ses sens sont aussi puissants qu'un félin. Elle possède des griffes rétractables aux pieds et aux mains.

## Adaptations à d'autres médias

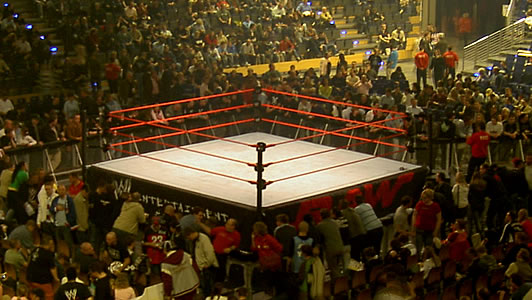
Dans la série animée Teen Titans : Les Jeunes Titans, Pantha est championne de catch.

Dans la cinquième saison de la série animée Teen Titans : Les Jeunes Titans, Pantha est doublée par Diane Delano en version originale et Odile Schmitt en version française. La super-héroïne est à l'origine championne de catch. Ses aptitudes sont similaires à celles du comics, mais elle est beaucoup plus musclée physiquement. Dans l'épisode Appel à tous les Titans (Calling All Titans), Robin, craignant qu'elle ne soit menacée par la Confrérie du Mal, lui fait parvenir un communicateur, faisant d'elle un membre honoraire des Teen Titans. Pantha connaît Wildebeest, et en veut à la Confrérie du Mal pour l'avoir capturé. Durant l'assaut de la Confrérie, elle défait Atlas et Adonis.
Pantha rejoint ensuite une base secrète des Titans, où elle retrouve Changelin, Herald, Jericho et Más, également rescapés. Utilisant ces quelques Titans, Changelin lance un assaut au QG de la Confrérie. Pantha vainc divers adversaires, dont Mammoth, Billy Numérus et le Maître des Jeux, avant d'être écrasée sous le nombre de ses ennemis. Elle est secourue par les renforts des Titans. Par la suite, avec ses camarades, ils se préparent à attaquer le Dr. Light.